# Oktoberfest (Film)
Oktoberfest ist ein deutscher Spielfilm aus dem Jahr 2005 von Johannes Brunner.

## Handlung
Johannes Brunners Filmdebüt schildert das Oktoberfest als Ort geplatzter Illusionen und romantischer Träume, falscher Versprechungen und verrückter Hoffnung. Im Zentrum des episodischen Films steht die Wiesn-Bedienung (Barbara Rudnik). Sie zweifelt an ihrem Eheleben mit dem untreuen Musiker Max (August Schmölzer). Richard (Peter Lohmeyer) gerät in einen schweren Konflikt zwischen seiner neuen Flamme und väterlicher Verantwortung. Der Italiener Alessandro (Marco Basile) verliebt sich in eine Japanerin (Nahoko Fort-Nishigami) auf Hochzeitsreise. Eine traditionelle Schaustellerfamilie kämpft ums finanzielle Überleben und reibt sich an den Kehrseiten des Oktoberfests auf, während sich die Polizeiwache am Oktoberfest einer abstrakten Attentatsdrohung ausgesetzt sieht und Erinnerungen an das Oktoberfestattentat von 1980 wach werden.

## Kritiken
„Johannes Brunner hat dieses Kaleidoskop der Geschichten mit großer inszenatorischer Raffinesse auseinander genommen und wieder zu einem harmonischen, abwechslungsreichen Ganzen zusammengefügt. Da die Charaktere in ihren jeweils recht kurzen Momenten auf der Leinwand dennoch recht tief ausgelotet werden, bietet der Film einer ganzen Reihe talentierter deutscher Mimen Gelegenheit für überzeugende Auftritte. Neben etablierten Stars wie Barbara Rudnik, Peter Lohmeyer oder dem altgedienten Gunnar Möller wissen so vor allen Dingen auch Schauspieler der zweiten Garde wie Hildegard Kuhlenberg, Anna Brüggemann und Christoph Luser auf sich aufmerksam zu machen. Daß sowohl die Geschichten als auch die Atmosphäre auf Europas größtem Saufgelage äußerst authentisch wirken, ist ein weiterer, nicht zu verachtender Vorteil von Brunners überlegtem und hintersinnigem Drehbuch. Ein unterhaltsamer deutscher Ensemblefilm, der in Zukunft hoffentlich Nachahmer finden wird.“

„Die im Film präsentierten Geschichten sind vielleicht nicht in jedem Fall besonders originell und die Umsetzung nicht immer besonders innovativ, doch die Fülle an flüchtig verknüpfter Handlung und die Tatsache, dass es dem Regisseur immer wieder gelingt, inmitten der Hektik des flirrenden Amüsierbetriebs stimmungsvolle Höhepunkte zu etablieren und Inseln der Ruhe zu finden, sorgen für kurzweilige Unterhaltung.“

## Auszeichnungen
- 2006: Preis Goldene Kamera in der Kategorie Beste deutsche Schauspielerin für Barbara Rudnik